# لوح ضوئي جهدي

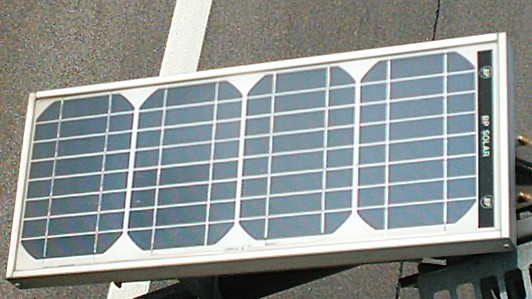
يتكون اللوح الضوئي الجهدي من أعداد كبيرة من الخلايا الضوئية الجهدية، ويتكون هذا اللوح من السيليكون البلوري مثبت في إطار من الألمونيوم ويغطيه لوح من الزجاج.

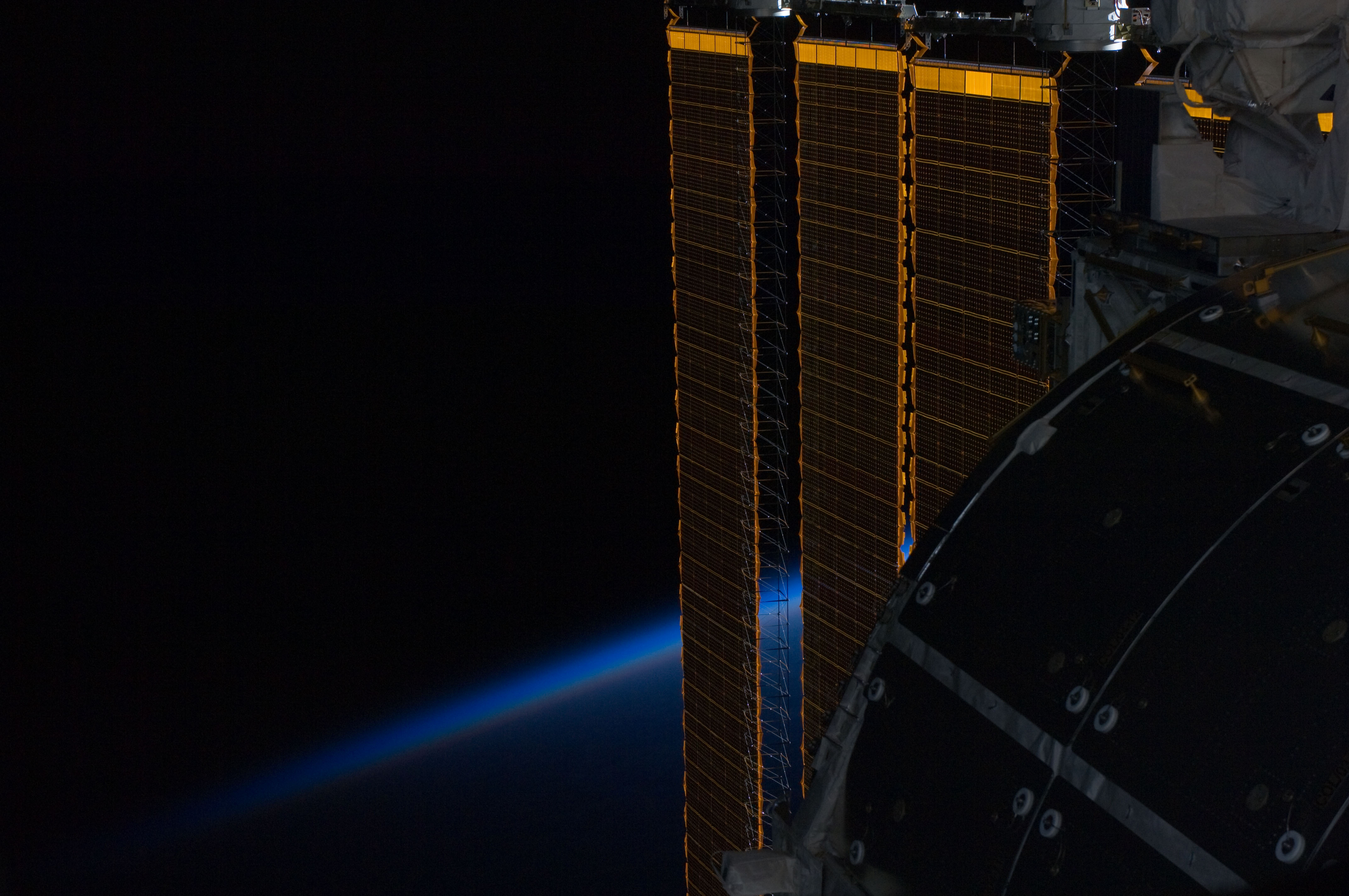
لوح ضوئي جهدي على محطة الفضاء الدولية ISS.

لوح ضوئي جهدي (بالإنجليزية: photovoltaic module أو photovoltaic panel) هو مجموعة متشابكة من الخلايا الضوئية الجهدية والتي تعرف أيضا بالخلايا الشمسية والتي تسمح بإنتاج الكهرباء عند تعرضها للضوء. وتستخدم مجموعات من الألواح الضوئية الجهدية لغرض أنتاج الكهرباء على المستوي المنزلى وأيضا الصناعي وتدفئة حمامات السباحة في البلاد الباردة. كذلك تستغل الألواح الضوئية الجهدية في إمداد محطة الفضاء الدولية بالتيار الكهربائي.
ونظرا لكون اللوح المنفرد ينتج قدرا محدودا من الطاقة الكهربائية، تتكون استخداماته من مجموعات من الألواح العديدة وتسمي هذه مصفوفة ضوئية جهدية photovoltaic array. وتتكون الأنظمة الضوئية الكهربائية من مصفوف للألواح الضوئية الجهدية، ومحول كهربائي، وبطارية.
وتستخدم الأنظمة الضوئية الكهربائية إما بمعزل عن الشبكة الكهربائية أو تكون متصلة بها، كما تستخدم في الأقمار الصناعية.

## مجالات الاستخدام
الطاقة الشمسية مصدر من مصادر الطاقة المتجددة ولها استعملات عديدة مثل تسخين المياه وإنتاج الطاقة الكهربائية ويقوم على الواح مصنوعة أساسا من مادة السيلكون وتوضع هذه الألواح فوق اسطح المنازل أو المناطق التي فيها أشعة الشمس. ينتج الكهرباء عندما تصيب اشعة الشمس الالكترونات المحيطة بذرات السيلكون فتمر من خلال سلك يكون مصنوعا أساسا من النحاس لانه أكثر ناقلية للكهرباءمن المعادن الأخرى ثم يتم تمديده إلى الغرف أو الأماكن المراد إدخال الكهرباء إليها وتكون مخارج هذا السلك في شكل مقابس.

## طريقة الاستخدام
لكي يوفي النظام الغرض منه لا بد وأن يكون:
- شفافا وأن تكون له تغطية تحميه من ظروف الطقس،
- أن توصل بين أجزائه كبلات تتحمل ظروف الطقس والمطر.
- أن تُغطى الخلايا الشمسية الهشة بغطاء شفاف يحميها من الصدمات.
- حماية الخلايا الشمسية والتوصيلات الكهربائية من الرطوبة والمطر.
- تبريد كاف للخلايا الشمسية.
- عزل الأجزاء الموصلة للكهرباء.
- طريقة مناسبة لتثبيت الأجزاء وطريقة سهلة لمعاملتها وتنظيفها.

## تركيب اللوح الضوئي الجهدي
- لوح زجاجي لتغطية الواجهة المعرضة للشمس
- طبقة شفافة من البلاستيك EVA أو مطاط السيليكون، تتراص فيها الخلايا الشمسية
- خلايا شمسية إما سيليكون بلوري أو سيليكون متعدد البلورية متصلة بعضها البعض بلحام معدني موصل
- طبقة تحتية ماسكة تحمي من الظروف الجوية مثل فلوريد البولي فينيل أو بولي إستر
- مقبس للتوصيل وتوصيلات كهربائية وإطار من الألمونيوم لحفظ الغلاف الزجاجي أثناء النقل والتركيب والتثبيت.

## العناية بالألواح
القدرة على إنتاج الكهرباء في اللوح تنخفض عند اتساخه بالغبار أو غبار الطلع أو دخان أو غيرها من الملوثات الموجودة في الهواء والتي تتراكم عليه وتتسبب بانخفاض قدرة اللوح حتى 30% في المناطق المغبرة أو الصحراوية.

## الأسعار والتسعير
تختلف أسعار الألواح حسب كميتها فهي تقسم إلى ثلاث أجزاء: المشترى كميات صغيرة (من كافة الأنواع والاشكال في حدود بضعة كيلوواطات ساعية)، المشترى كميات متوسطة (في حدود 10مغياواط وأعلى) والمشترى كميات كبيرة (يستطيع شراء بارخص الأثمان).مع مرور الوقت ترخص أسعار الألواح الشمسية بكل الأنواع بشكل واضح.على سيبل المثال في 2012 قدر ثمن كل واط بحوالي 0.60 دولار أمريكي، والذي هو أرخص ب250 مرة من الثمن في عام 1970 ب150 دولار.
لكن الأسعار في العالم الحقيقي تختلف حسب المناخ المحلي في المنطقة، ففي البلاد الغائمة مثل بريطانيا الأسعار ترتفع عن البلاد المشمسة مثل إسبانيا.

## اقرأ أيضا
- خلية شمسية
- خلية ضوئية جهدية متعددة الوصلات
- ظاهرة كهروضوئية
- لوح ضوئي
- تأثير ضوء جهدي
- خلية ضوئية جهدية
- مصفوف ضوئي جهدي
- محطات طاقة شمسية جهدية